# Светска бадминтон федерација
Свјетска бадминтон федерација (BWF) је међународно управно тело за бадминтон признато од стране Међународног олимпијског комитета (МОК). Основана је 1934. као Међународна бадминтон федерација (ИБФ) са девет земаља чланица (Канада, Данска, Енглеска, Француска, Ирска, Холандија, Нови Зеланд, Шкотска и Велс). Године 1981. ИБФ се спојио са Свјетском федерацијом за бадминтон, а 24. септембра 2006, на ванредној генералној скупштини у Мадриду, назив организације је промењен у Свјетску бадминтон федерацију (БВФ).
Када је БВФ основан (као ИБФ), његово седиште се налазило у Челтнаму, Велика Британија. Сједиште је премјештено у Куала Лумпур, Малезија 1. октобра 2005. године. Поул-Ерик Хøиер Ларсен је актуелни предсједник. БВФ тренутно има 201 државу чланицу широм света, организовану у 5 континенталних конфедерација.

## Континенталне федерације
| Регион | Регион   | Конфедерација               | Чланице |
| ------ | -------- | --------------------------- | ------- |
|        | Азија    | Бадминтон Азије (БA)        | 43      |
|        | Европа   | Бадминтон Европе (БE)       | 54      |
|        | Америке  | Бадминтон Пан Америке (БПА) | 37      |
|        | Африка   | Бадминтон Африке (БА)       | 44      |
|        | Океанија | Бадминтон Океаније (БО)     | 16      |
| Укупно | Укупно   | Укупно                      | 194     |

## Публикације
- World Badminton (Магазин)
- The IBF Handbook